# Лазиська-Гурне
Лазиська-Гурне (пол. Łaziska Górne, чеськ. Horní Lazyska, нім. Ober Lazisk) — місто в південній Польщі.
Знаходиться у Верхньосілезькому промисловому районі.
Належить до Міколовського повіту Сілезького воєводства.

## Демографія
Демографічна структура станом на 31 березня 2011 року:
|          | Загалом | Допрацездатний вік | Працездатний вік | Постпрацездатний вік |
| -------- | ------- | ------------------ | ---------------- | -------------------- |
| Чоловіки | 10794   | 2085               | 7604             | 1105                 |
| Жінки    | 11485   | 1926               | 7192             | 2367                 |
| Разом    | 22279   | 4011               | 14796            | 3472                 |